# Thomas J. Watson
Thomas John Watson (Campbell, 17 febbraio 1874 – New York, 19 giugno 1956) è stato un dirigente d'azienda statunitense, presidente ed amministratore delegato di IBM, che tra il 1914 e il 1956 portò a diventare una vera potenza economica internazionale.
Watson sviluppò uno stile organizzativo e una cultura d'impresa che trasformò la società in un'organizzazione commerciale molto efficiente. Imprenditore autodidatta, uno dei più ricchi uomini del suo tempo, fu considerato nel 1956, anno della sua morte, uno dei più grandi venditori del mondo.

## Biografia
Figlio di Thomas e Jane Fulton White, nacque in una famiglia con quattro sorelle più grandi: Jennie, Effie, Loua e Emma. Suo padre affittò prima, e comprò poi, una bottega vicino a Painted Post a poche miglia di distanza da Elmira nel centro-sud dello stato di New York. Thomas lavorò nella fattoria della famiglia in East Campbell N.York e frequentando, durante il decennio del 1870, la District School Number Five.
Quando compì 10 anni iniziò a frequentare la Addison Academy presso Addison. Successivamente, e per un anno, frequentò un corso di contabilità e gestione presso la Miller School of Commerce in Elmira. Lasciò la scuola nel 1891 accettando un lavoro come contabile per 6 $ a settimana presso il Clarence Risley Market in Painted Post.
Un anno dopo incontrò G. Cornwell, commerciante di organi e pianoforti per William Bronson's. Fu qui che iniziò il suo primo lavoro come venditore. Quando Cornwell smise, Watson continuò da solo guadagnando 10 $ a settimana. Dopo due anni capì che avrebbe potuto guadagnare con le commissioni fino a 70 $ a settimana. Tale scoperta lo indignò al punto tale che abbandonò i dintorni per trasferirsi nella vicina metropoli Buffalo, dove poi trascorse un periodo piuttosto breve vendendo macchine da cucire per Wheeler e Wilcox.
Secondo la sua biografia scritta dal figlio Tom Watson Jr: “Mio padre un giorno andò in una taverna per festeggiare una vendita e bevve molto. Quando il locale chiuse scoprì che l'attrezzatura, il cavallo, il calesse e i campioni gli erano stati rubati. Wheeler e Wilcox lo licenziarono e chiesero un risarcimento per il danno subito. Poiché si sparse la voce, papà impiegò più di un anno per trovare un altro lavoro fisso.”
Questa esperienza lo spinse a introdurre nell'IBM ferree regole riguardo all'assunzione di alcool, persino fuori dal lavoro. Sempre secondo la biografia del figlio: "Questo aneddoto non lo trasformò mai in un eroe, cosa sicuramente negativa, ma avrebbe aiutato papà a spiegare alle decine di migliaia di persone chi doveva seguire le sue regole".
Il suo successivo lavoro fu quello di piazzare quote di poca importanza della Buffalo Buildingand Loan company per conto di un venditore di nome C.B. Barron, un impresario famoso per il suo comportamento riprovevole che Watson, metodista da sempre, deplorò. Ad un certo punto, Barron scappò con le commissioni e con il denaro preso in prestito dai risparmiatori. Poi Watson aprì una macelleria in Buffalo, che subito fallì, lasciandolo senza soldi, senza investimenti e senza lavoro.

### NCR
Watson possedeva nella sua macelleria un registratore di cassa NCR, con il quale doveva organizzare i pagamenti delle rate per il nuovo proprietario. Mentre visitava la NCR, incontrò John J. Range e gli chiese un lavoro. Determinato ad entrare nella compagnia, chiamò ripetutamente Range finché dopo diversi tentativi andati a vuoto, finalmente venne assunto nel novembre del 1896, come venditore apprendista.
Guidata da John Patterson, la NCR fu una delle aziende leader nelle vendite e John J. Range, il suo manager di settore, divenne una figura paterna e un esempio di vendita e di organizzazione. Dopo diversi anni, in un'intervista del 1952 affermò di aver imparato molto di più da Range che da chiunque altro. Infatti, pur essendo all'inizio venditore mediocre, sotto la guida di Range divenne il venditore di maggior successo nell'Est, con un guadagno di 100 $ a settimana.
Quattro anni dopo la NCR incaricò Watson di dirigere l'agenzia in difficoltà di Rochester (New York). Come agente gli era stata garantita una commissione del 35 % e dipendeva direttamente da Hugh Chalmers, il secondo in ordine di potere presso la NCR. In quattro anni Watson rese Rochester un monopolio, estromettendo dagli affari il maggiore rivale Hallwood, anche minacciandolo di distruggere le sue apparecchiature. Come premio fu trasferito nella sede principale della NCR a Dayton.

### Responsabile IBM
Charles Ranlett Flint, che aveva diretto l'acquisizione e la creazione della Computing Tabulating Recording Company (CTR) trovò difficoltoso dirigerla e per questo assunse Watson come direttore generale nel maggio del 1914, quando la ditta aveva già 1.300 dipendenti.
Undici mesi dopo Watson divenne presidente della CTR e nel giro di 4 anni raddoppiò le sue entrate portandole a 9 milioni di dollari. Nel 1924 diede alla ditta il nome International Business Machines. Poi la trasformò in una compagnia così pervasiva e dominante che il governo federale nel 1952 presentò una denuncia civile per antitrust.
Quando morì nel 1952 i guadagni dell'IBM avevano raggiunto 897 milioni di dollari e la compagnia aveva 72.500 impiegati.
Durante la sua vita coltivò un profondo interesse per le relazioni internazionali, sia dal punto di vista diplomatico che da quello degli affari. Era conosciuto come ambasciatore non ufficiale del Presidente Franklin Delano Roosevelt a New York, e spesso intratteneva capi di stato stranieri. Nel 1937 venne eletto Presidente dell'International Chamber of Commerce (ICC) e alla biennale del congresso a Berlino in quell'anno stabilì che il key-note della conferenza doveva essere “World Trade Trough World Trade". Questa frase è divenuta poi lo slogan sia della IBM che della ICC.

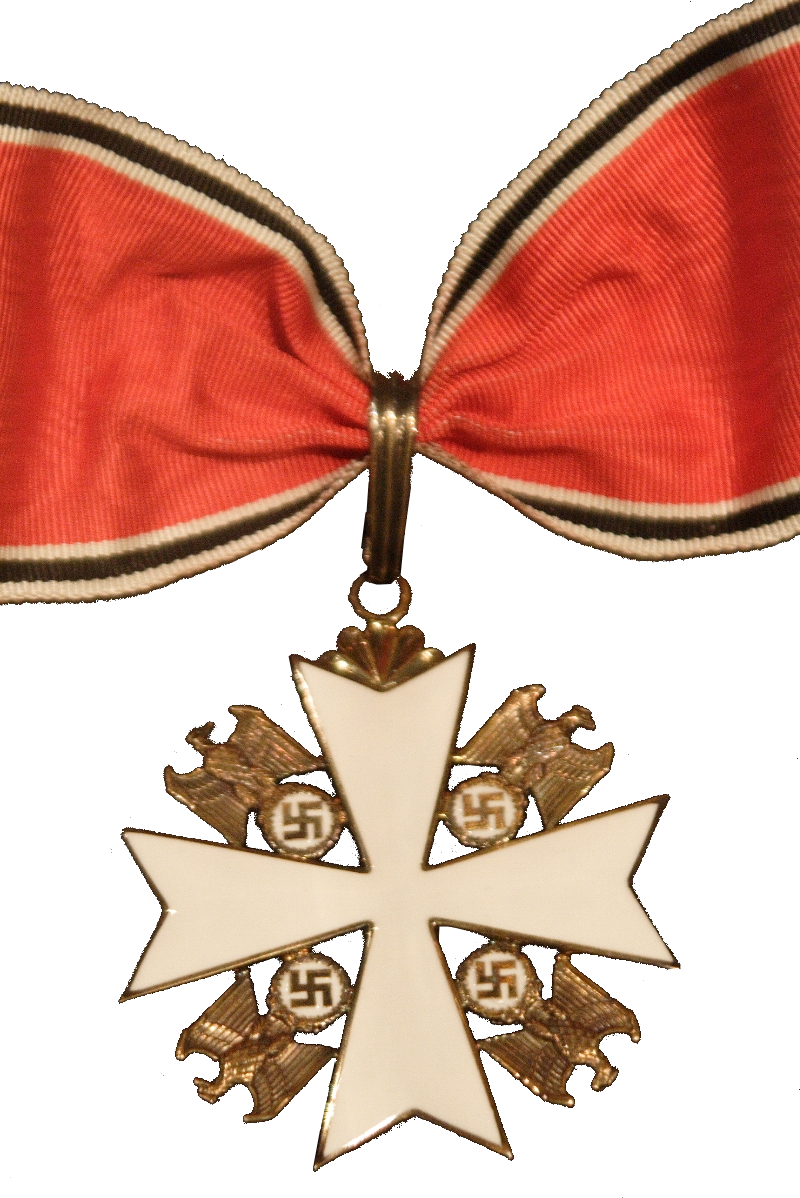
Watson fu premiato con l'"Ordine dell'Aquila Tedesca" 'che in seguito restituì.

Il binomio diplomazia ed affari non fu sempre apprezzato. Nel libro del 2001 IBM and the Holocaust di Edwin Black, l'autore sostiene che il raggiungimento del profitto portò Watson ad approvare personalmente e a condurre relazioni tecniche strategiche con il Terzo Reich.
In particolare, i critici puntano il dito sull'ambita medaglia "Ordine dell'Aquila Tedesca" che Watson ricevette durante il meeting dell'ICC nel 1937, come prova che era stato premiato per l'aiuto che la filiale tedesca di IBM Dehomag (Deutsche Hollerith – Maschinen Gesellschaft mbH ) aveva dato alla dittatura nazista, in particolare per la consegna di macchine a schede perforate per la schedatura dei dati del censimento. Gli studi più recenti su questo argomento, tuttavia sostengono che Watson credesse, forse un po' ingenuamente, che la medaglia fosse una ricompensa per un anno di attività in merito al commercio e alla pace internazionale.
Watson iniziò a meditare se accettare o eventualmente restituire la medaglia al governo tedesco nel giugno 1940. Adolf Hitler  furibondo per l'offesa, dichiarò che Watson non avrebbe messo più piede nel suolo controllato dalla Germania. Come previsto, la Dehomag entrò in crisi: i suoi dirigenti da una parte biasimavano l'ingenuità di Watson, ma dall'altra si domandavano se fosse stato meglio o meno separarsi dal proprietario americano.
Il dibattito finì quando la Germania dichiarò guerra agli Stati Uniti nel dicembre del 1941, e gli azionisti tedeschi seguirono l'operazione Dehomag. Ciononostante durante la Seconda Guerra Mondiale le consociate nell'Europa occupata non interruppero mai la fornitura di schede perforate alla Dehomag e documenti pubblici dimostrano che gli alti dirigenti negli uffici centrali di New York fecero molta fatica a mantenere il controllo legale sulle operazioni della Dehomag. Non è chiaro se in tutto ciò fosse coinvolto Watson.
Durante lo stesso periodo l'IBM, rimase più profondamente coinvolta negli sforzi della guerra per gli USA, concentrandosi sulla produzione di una grande quantità di apparecchiature per il trattamento dei dati militari e sperimentando i primi computer analogici. Watson sviluppò la “dottrina dell'1 % “ per i profitti di guerra, che autorizzava l'IBM a non chiedere più dell'1 % nella vendita delle apparecchiature militari al governo americano.
Watson fu uno dei pochi che sviluppò una tale politica, per cui aveva un interesse personale nello svolgimento della guerra. Il figlio maggiore, Thomas J. Watson Junior entrò nell'United States Army Air Corps, come pilota di bombardieri, e fu quasi subito scelto come pilota personale del Generale Foillet Brandley, responsabile di tutte le attrezzature Lend-Lease fornite all'Unione Sovietica dagli Stati Uniti. Anche il figlio più giovane Arthur K. Watson si arruolò durante il conflitto.
Watson lavorò con dirigenti locali per creare un istituto nell'area di Binghamton, dove era stata fondata l'IBM e dove disponeva del maggior numero di impianti. Nel 1946 L'IBM fornì il terreno ed il finanziamento per Triples Cities College, con un'estensione pari a quella della Università di Syracuse. Più tardi prese il nome di Harpur College, ed infine Binghamton University, la cui scuola di ingegneria e scienze applicate prende il nome dal suo fondatore: Thomas J. Watson School of Engineering and Applied Science, sebbene l'impianto dell'IBM nella vicina città di Endicott sia stato drasticamente ridimensionato.
Dopo la Seconda Guerra Mondiale Watson iniziò a lavorare per estendere l'influenza dell'IBM all'estero e nel 1949, l'anno in cui si ritirò, creò l'IBM World Trade Corporation al fine di controllare gli affari dell'IBM all'estero. Watson fu nominato Presidente emerito di IBM nel 1956, un mese prima della sua morte Watson passò il comando dell'azienda al figlio maggiore, Thomas J. Watson Jr.. Morì il 19 giugno 1956 a Manhattan, New York City, e fu sepolto nel cimitero di Sleepy Hollow a Sleepy Hollow, New York .

## Vita privata
Watson sposò Jeanette Kittredge, esponente di un'importante famiglia impegnata nel settore ferroviario di Dayton, Ohio, il 17 aprile 1913. Avevano due figli e due figlie.
- Thomas J. Watson Jr.. subentrò a suo padre come presidente dell'IBM e in seguito fu nominato ambasciatore in Unione Sovietica sotto Jimmy Carter
- Jeanette Watson Irwin sposò l'uomo d'affari John N. Irwin II, poi ambasciatore in Francia
- Helen Watson Buckner è diventata un'importante filantropa a New York City
- Arthur K. Watson è stato presidente di IBM World Trade Corporation e, successivamente, ambasciatore in Francia

In qualità di democratico (dopo la sua incriminazione penale da parte dell'amministrazione Taft), Watson era un ardente sostenitore di Roosevelt. Era uno degli uomini d'affari più importanti del Partito Democratico. 
Watson è stato amministratore fiduciario della Columbia University dal 6 giugno 1933 fino alla sua morte. Ha progettato la selezione di Dwight D. Eisenhower come presidente e ha svolto il ruolo centrale nel convincere Eisenhower a diventare presidente dell'università. Inoltre, è stato amministratore fiduciario del Lafayette College ed è l'omonimo di Watson Hall, una residenza universitaria.